# محمد حنكوش
 محمد حنكوش  (1948 الجزائر) هو لاعب كرة قدم جزائري.